# Las tres rosas
Las tres rosas es una película boliviana escrita, producida y dirigida por Walter Valda Miranda. Dentro de su banda sonora cuenta con la canción homónima "Las tres rosas", interpretada por la agrupación folclórica boliviana ALAXPACHA (música comunidad de Niño Corín y letra de Ramiro Aguirre). Fue rodada en locaciones inéditas de Bolivia, como lo son la Cordillera de Mandinga o de los Sombreros en el municipio de Tarvita, en el departamento de Chuquisaca y la Cuesta de Jaramillo en Charazani, en el departamento de La Paz.
En 2017 fue selección oficial en competencia de largometraje de ficción en el Festival Internacional de Cine de Rengo FECIR 2017, en la cual compitió con películas renombradas como Mala Junta de Clauida Huaquimilla, y en cuya noche inaugural de proyectó la película Una mujer Fantástica de Sebastián Lelio, que después ganaría el Óscar a Mejor Película Extranjera 2018.
Las tres rosas fue estrenada comercialmente en Bolivia el 17 de mayo de 2018 en los principales cines de Bolivia y es la Ópera prima de Walter Valda, luego de varios cortometrajes y documentales. En 2019 Fue la primera película chuquisaqueña en obtener una candidatura en los Premios Platino en la categoría Premio Platino al Cine y Educación en Valores. El 06 de junio de 2020 fue estrena en televisión abierta por la cadena de televisión nacional ATB en todo el territorio boliviano.

## Argumento

Fotograma de la película boliviana Las tres rosas. Don Mateo y su pequeña hija Julia regresan del pueblo.

Samuel y Julia son dos niños que viven en una comunidad. Samuel quedó huérfano después de nacer y vive con su tía Ermelinda. Julia vive con su padre, Don Mateo, un hombre resentido por pesares de la vida a causa de la muerte de su esposa al dar a luz. Una mañana los niños se cruzan en el camino, desde entonces Samuel no puede dejar de pensar en ella y la busca constantemente para jugar y ser amigos. Don Mateo no ve con buenos ojos estos comportamientos y hace todo lo posible para separarlos sin conseguirlo. Los niños crecen y aún se ven, pero ya como novios. Luego de un acontecimiento inesperado, Don Mateo cansado de la situación, se lleva a Julia a un pueblo lejano. Samuel la busca por todas partes pero no la encuentra y resignado se deprime hasta el extremo. Luego de algunas investigaciones fortuitas Samuel logra dar con el pueblo en el que se encuentra Julia, siendo grande su sorpresa al verla en una situación imprevista. Don Mateo utiliza la fuerza bruta para persuadir a Samuel, pero no lo logra, comprobando el amor verdadero que existe entre él y su hija.

## Personajes
| Marcelo Ricalde Choque             | Samuel (Joven) |
| Marco Antonio Barrios Monje        | Don Mateo      |
| Alejandra Patricia Cordero Morales | Tía Ermelinda  |
| Helen Tapia Quintasi               | Julia (Joven)  |
| Anthonela Isabel Rojas Tellez      | Julia (Niña)   |
| Sebastián Fernández García         | Samuel (Niño)  |
| Adolfo Israel Fernández Valda      | Demonio        |
| Peter Robert Valda Gonzáles        | Chofer         |

## La canción principal
El tema original de la película titula también “Las tres rosas”, es interpretado por la agrupación folclórica ALAXPACHA, letra de Ramiro Aguirre y música de la comunidad de Niño Corin del municipio de Charazani. Es una canción arraigada dentro del acervo cultural boliviano.